# Bob Harrison
Robert William Harrison, detto Bob (Toledo, 12 agosto 1927 – 3 marzo 2024), è stato un cestista e allenatore di pallacanestro statunitense, professionista nella NBA.

## Biografia
Bob Harrison nacque a Toledo, nell'Ohio, il 12 agosto 1927.
Guardia di 1 m e 85 cm dell'Università del Michigan, venne selezionato dai Minneapolis Lakers nel Draft BAA 1949. Giocò nove stagioni dal 1949 al 1958 nella National Basketball Association (NBA) come membro dei Minneapolis Lakers, Milwaukee Hawks, St. Louis Hawks e Syracuse Nationals. Con una media di 7,2 punti a partita nella sua carriera professionale, partecipò all'NBA All-Star Game 1956. Allenò i Syracuse Centennials durante la stagione 1976-77 della Eastern Basketball Association.
In seguito, allenò la squadra di basket al Kenyon College e all'Università di Harvard.
Morì il 3 marzo 2024 all'età di 96 anni.

## Palmarès
- Campionato NBA: 3

Minneapolis Lakers: 1950, 1952, 1953
- NBA All-Star (1956)

## Curiosità
Il 3 febbraio 1941, nell'ultimo anno di Middle School, a Toledo, Harrison segnò tutti i 139 punti che portarono alla vittoria la sua scuola, LaGrange School, contro la Archer Street School, in un impietoso 139-8.